# Sapore III
Sapore III (... – 388) (in medio persiano 𐭱𐭧𐭯𐭥𐭧𐭥𐭩, trasl. Šābuhr), fu un sovrano sasanide rimasto al potere dal 383 al 388.
Figlio di Sapore II (regnante dal 309 al 379), successe a suo zio Ardashir II (r. 379-383) e il suo regno fu in gran parte pacifico. A ovest portò avanti la disputa sull'Armenia con i romani, che fu infine risolta attraverso la diplomazia (pace di Acilisene); i due imperi accettarono di spartirsi il controllo dell'area, benché la maggior parte di essa rimase sotto il controllo sasanide. A est, Sapore III perse invece possesso dell'importante città di Kabul a favore degli Unni Alcioni.
È conosciuto per aver patrocinato la costruzione di una scultura nella roccia scolpita a Taq-e Bostan e raffigurante una scena di lui insieme a suo padre. Fu il penultimo monarca a realizzare un bassorilievo di se stesso, con l'ultimo caso che fu quello di Cosroe II (r. 590-628), il quale si dimostrò molto ammirato dalla passione artistica di Sapore III. Il re morì nel 388, dopo aver concluso un mandato durato un lustro, rimanendo schiacciato sotto il peso della sua tenda. Non si trattò di una casualità, in quanto la struttura era stata manomessa da alcuni nobili cospiratori che ne avevano tagliato le corde perché delusi dalle politiche restrittive da lui adottate nei loro confronti. Al suo posto subentrò suo figlio Bahram IV.

## Nome
"Sapore" era un nome popolare durante la parentesi sasanide, essendo stato utilizzato da tre monarchi sasanidi e altri funzionari in epoca sasanide e in epoca successiva. Derivante dall'antico iranico *xšayaθiya.puθra ("figlio di un re"), inizialmente nacque come titolo, ma divenne, almeno alla fine del II secolo d.C., un nome personale. Appare nella lista dei re arsacide in alcune fonti arabo-persiane, ma ciò è anacronistico. Sapore è traslitterato in altre lingue nelle forme greche Sapur, Sabour e Sapuris, in latino Sapores e Sapor, in arabo Sābur e Šābur; in nuovo persiano Šāpur, Šāhpur, Šahfur.

## Biografia

### Primi anni
Sapore III era il figlio di Sapore II (regnante dal 309 al 379). Nel 379, Sapore II designò il suo fratellastro Ardashir II come suo successore a condizione che abdicasse quando suo figlio avesse raggiunto l'età adulta. Il regno di Ardashir II durò fino al 383, quando fu ucciso o deposto dalla nobiltà iranica. Il motivo alla base di questa scelta si dovette alle politiche che il successore di Sapore II stava portando avanti, ovvero restrittive nei confronti dell'aristocrazia. Gli succedette dunque Sapore III che, secondo quanto narrato da Ṭabarī (morto nel 923), fu ben accolto dai suoi sudditi perché la corona era stata assegnata a un discendente di Sapore II. Sapore III dichiarò loro nel suo discorso di ascesa al potere che non avrebbe permesso all'inganno, all'avidità o all'ipocrisia di trovare spazio alla sua corte. Malgrado i sorrisi, la nobiltà continuò a essere scontenta per via della prospettiva di subire nuove politiche a loro avverse.

### Regno

Mappa della frontiera romano-sasanide

L'Armenia rappresentò un costante oggetto di contesa tra l'impero romano e quello sasanide. Nel 378/379, Sapore II era riuscito ad affermare la sua egemonia sulla regione dopo che il suo reggente Manuele Mamikonian aveva accettato di sottomettersi. Nello stesso frangente, in Armenia fu inviata una forza di 10.000 soldati sasanidi sotto gli ordini del generale Surena. Il generale ricevette l'ordine di supervisionare l'area e il titolo di marzban (una sorta di margravio), investitura la quale avvalora l'ipotesi che l'Armenia fosse divenuta da allora una provincia sasanide. Sotto Ardashir II, tuttavia, Manuele si ribellò e riuscì a preservare l'indipendenza opponendosi sia ai sasanidi sia ai romani all'inizio degli anni 380. Tuttavia, poco prima della sua morte, avvenuta nel 385/386, decise verosimilmente di porre l'Armenia sotto la protezione romana. Con la sua morte, molti nakharar (nobili) armeni si ribellò al re arsacide Arsace III (r. 378-387) e chiesero a Sapore III di nominare un altro sovrano. Ctesifonte rispose proponendo Cosroe IV e dandogli in sposa la sorella del monarca sasanide Zurvandukht. In seguito inviò delle truppe dalla sua terra verso in Armenia, occupando la maggior parte del paese. Arsace III, che non gradì questo modus operandi del suo superiore, decise pertanto di ritirarsi nella parte occidentale dell'Acilisene, dove attese rinforzi romani.
Anziché scatenare una guerra, i due grandi imperi che si contendevano l’Armenia decisero di ricorrere alle vie diplomatiche. Sulla scia di queste premesse, si giunse a un accordo passato alla storia come pace di Acilisene è finalizzata a ridefinire la situazione politica dell'Armenia. Il confine si estendeva attraverso Teodosiopoli a nord e Amida a sud, ragion per cui il grosso dell'Armenia rimase in mano sasanide, comprese le due capitali arsacidi di Artaxata e Dvin. Inoltre, ai sensi di questo trattato i romani avrebbero riconosciuto la piena autorità degli iranici su tutta l'Iberia. Quando quest'intesa ebbe luogo ed entrò esattamente in vigore resta incerto; la maggior parte degli studiosi ritiene che il trattato fu stipulato nel 387, mentre pochi altri propendono per il 384 o addirittura per il 389 o 390. Entrambi gli imperi avrebbero dovuto cooperare nella difesa del Caucaso, con i romani che accettarono di pagare alla controparte circa 500 libbre (226 kg) d'oro a cadenza non regolare. Mentre i romani consideravano questo pagamento un vincolo di tipo politico, i sasanidi finirono per associarlo a un tributo.
Al fine di ridurre ulteriormente il potere politico ed economico dell'Armenia iranica, Sapore III privò la regione di molte delle sue province. Nello specifico, l'Artsakh, l'Utik, il Sakasene, il Gardman e il Kolt furono ceduti all'Albania caucasica, governata da un ramo cadetto degli Arsacidi. Il Gugark, prima governato dai Mehranidi, passò sottò l'Iberia, mentre l'Arzanene (governata da un bidaxsh, cioè margravio), il Paytakaran, il Korjayk (Gordiene) e il Parskahayk confluirono direttamente in territorio sasanide. Presto Arsace III si spense e con lui il ramo della monarchia arsacide scomparì, consentendo l'istituzione della provincia dell'Armenia occidentale. In quel contesto, molti dei nakharar che avevano servito il precedente signore ma che preferirono non passare ai romani si rivolsero ai sasanidi o si spostarono più a est. La monarchia arsacide nell'Armenia orientale continuò a durare per alcuni decenni, fino alla sua abolizione da parte del re Bahram V (r. 420-438) nel 428. La tolleranza religiosa di Sapore III nei confronti dei cristiani è riferita dagli storici Eliseo e Giovanni da Efeso. Secondo il primo, il sovrano sasanide concesse agli armeni doni sontuosi ed esentò la loro Chiesa dalla tassazione reale.
Oltre alla disputa sull'Armenia, Sapore III entrò forse in contrasto con gli Unni Alcioni a est; in base agli studi compiuti sulle monete, i numismatici hanno intuito che gli Unni Alcioni presero possesso di Kabul qualche tempo prima del 388 a scapito di Sapore. I nuovi signori ripresentarono il disegno delle zecche attive per conto di Ctesifonte, con l'unica differenza per una nuova iscrizione in battriano appena aggiunta, ovvero "αλχοννο" (alxanno), aggiunta per celebrare l'acquisizione del territorio straniero. La perdita della città si rivelò un duro colpo, poiché era stato un centro di produzione di monete sin dagli anni 360.
Sapore III morì nel 388, dopo aver esercitato il potere per cinque anni. Egli morì quando alcuni nobili tagliarono le corde di una grande tenda che aveva eretto in una delle corti del suo palazzo, così che la tenda gli cadde addosso. Gli successe suo figlio Bahram IV, mentre un altro dei suoi figli, Yazdgard I, successe in seguito il sovrano appena menzionato nel 399.

## Monetazione

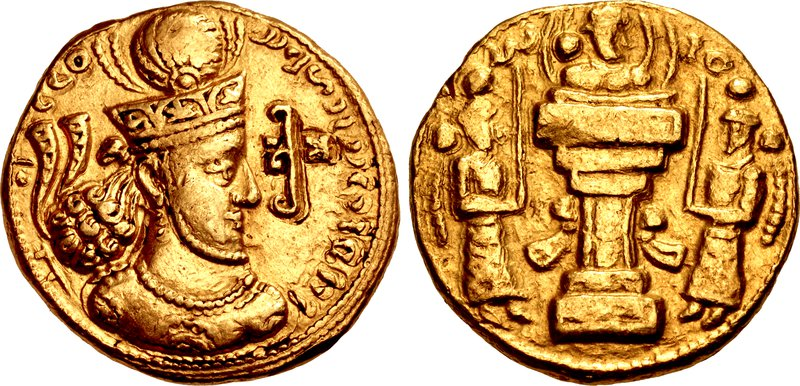
Dinaro d'oro di Sapore III emesso dalla zecca di Sindh

Sotto Sapore III e Bahram IV, il programma amministrativo di emissione delle monete sasanidi cambiò sostanzialmente. Si decise infatti di coniate più pezzi, con le diverse zecche dislocate nel territorio imperiale che spesso producevano lavori differenti. Sapore III fu uno dei pochi re sasanidi a coniare monete in cui si raffigura con indosso una corona e un korymbos, ma soltanto un diadema. Ciò dimostra che il diadema valeva quanto un copricapo e, per altro, rivestiva la maggiore importanza per il sovrano. Sulle sue monete usava il titolo tipico di Mazdēsn bay Šābuhr šāhān šāh Ērān ud Anērān kēčihr az yazdān ("Sua maestà mazdeista, il re, il divino Sapore, re dei re dell'Iran e del non Iran, il cui seme deriva dagli dèi").

## Nelle opere artistiche

### Scultura nella roccia
Sapore III ordinò la creazione di una scultura nella roccia presso Taq-e Bostan, una località vicina all'attuale Kermanshah. Essendo incavata all'interno, chiusa e coperta, è legittimo affermare che ricorda le caratteristiche architettoniche di un iwan. L'opera raffigura due re sasanidi, con le iscrizioni che identificano il re a sinistra come Sapore III e il re a destra come Sapore II. Mentre quest'ultimo indossa la corona di Sapore II, quella a sinistra usa quella preferita da Sapore III. A differenza di altri bassorilievi sasanidi, quello creato sotto Sapore III non era scolpito sulla superficie di una parete rocciosa, ma sul retro di un'area a forma di volta a botte. Questo stile fu ripreso ed esaltato nel VII secolo dal monarca sasanide Cosroe II (r. 590-628).

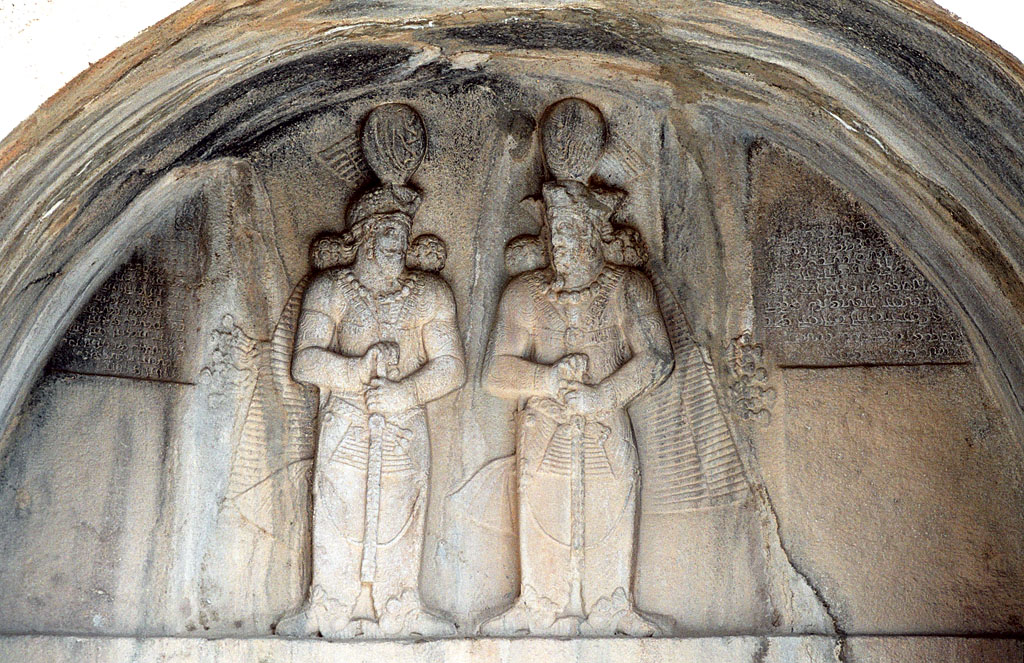
Bassorilievo di Sapore III (a sinistra) e Sapore II (a destra)
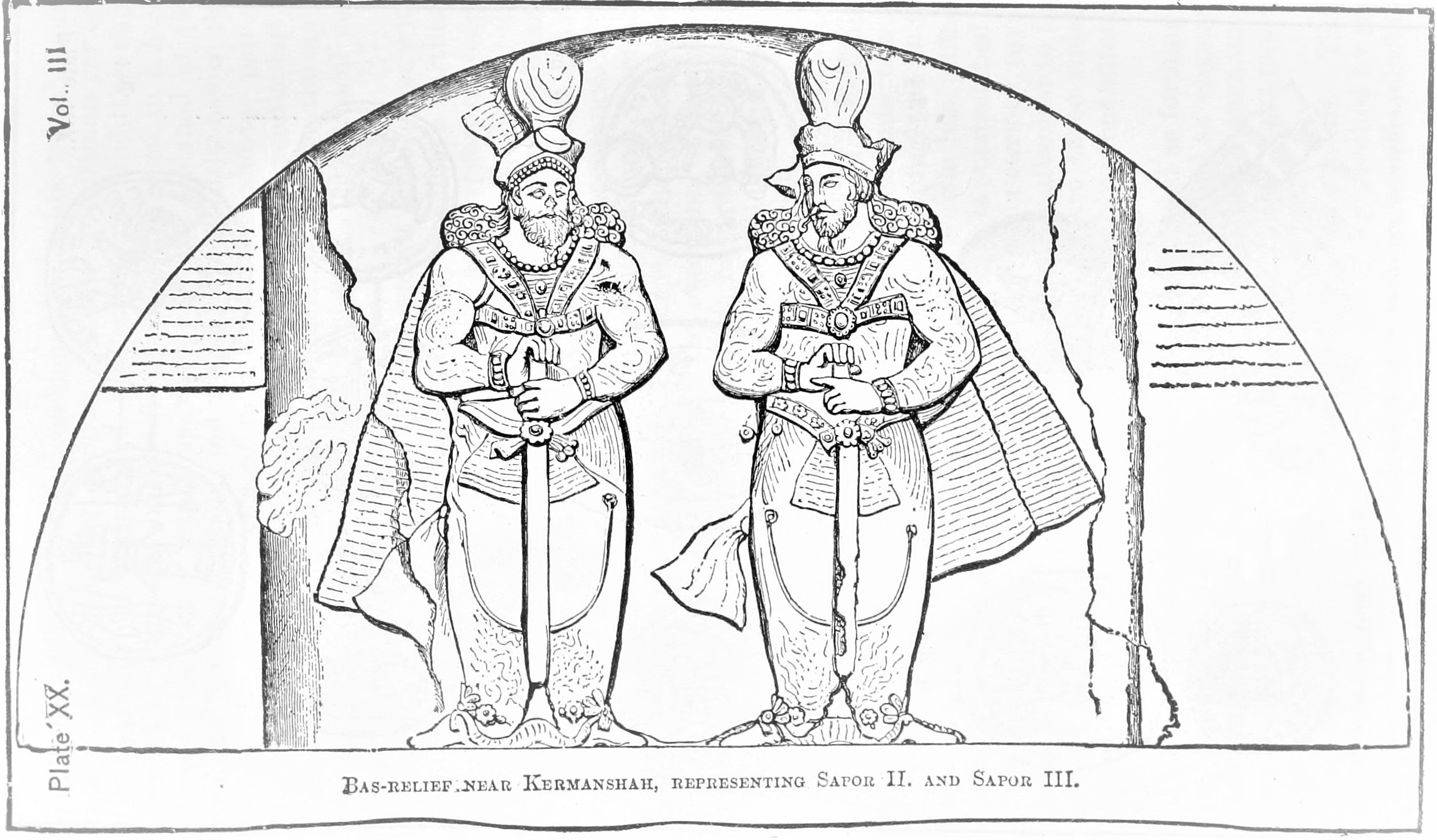
Schizzo del bassorilievo del XIX secolo tratto da un libro di George Rawlinson (1812-1902)
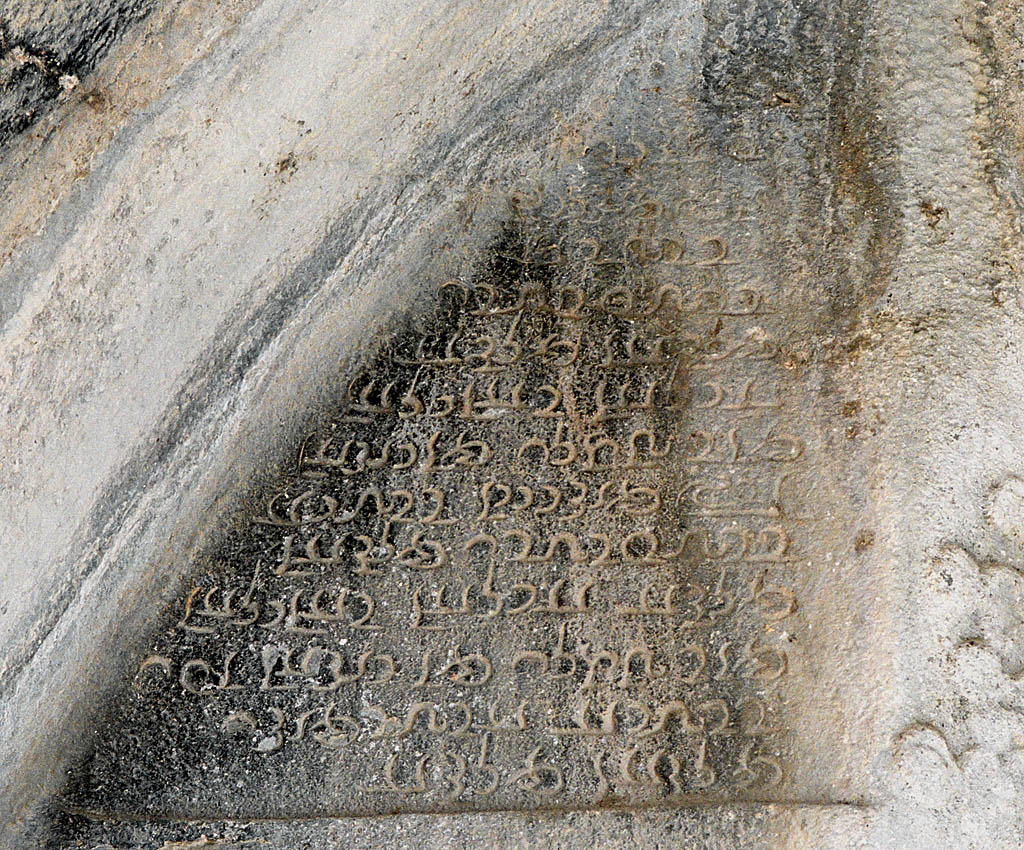
Iscrizioni in lingua pahlavi vicino alle sculture

### Piatto Klimova
Il piatto di Klimova, rientrante nell’omonimo tesoro, è un vaso d'argento conservato nel Museo dell'Ermitage, a San Pietroburgo, che raffigura un re mentre uccide un leopardo. La sua corona è assai identica a quella di Sapore III ed è sormontata dal tradizionale korymbos, un copricapo simile a un globo. Il sovrano indossa un abito identico a quello del piatto di Yazdgard I custodito al Metropolitan Museum of Art di New York. Sul retro è incisa un'iscrizione in sogdiano risalente al VII o VIII secolo. Mentre Harper e Meyers nel loro testo Silver Vessels of the Sasanian Period: Royal Imagery (1981) associano il re raffigurato a Sapore III senza esserne del tutto certi, il The Oxford Dictionary of Late Antiquity (2018) si espone apertamente e considera che non possa immortalare un monarca diverso.

### Sigillo in onice
Una delle mogli di Sapore III, tale Yazdan-Friy Shapur, compare in un sigillo in onice di notevole fattura mentre indossa delle corna di un montone sulla testa. Il sigillo è attualmente conservato nella Gabinetto delle Medaglie, in Francia.

### Esplicative
1. ↑  Ciò ha spinto alcuni autori armeni ad affermare erroneamente che Ardashir II era figlio di Sapore II: Shahbazi (1986), pp. 380-381.

### Bibliografiche
1. 1 2 3  Shahbazi (2002).
2. 1 2  Shahbazi (1986), pp. 380-381.
3. ↑  Bosworth (1999), p. 68.
4. ↑  Pourshariati (2008), pp. 57-58.
5. 1 2  Pourshariati (2008), p. 58.
6. 1 2 3 4 5 6 7  Chaumont (1986), pp. 418-438.
7. 1 2 3  Lenski (2002), p. 185.
8. ↑  Lenski (2002), p. 185, nota 172.
9. 1 2  Toumanoff (1961), p. 5.
10. 1 2 3  Blockley (1987), p. 229.
11. ↑  Fausto di Bisanzio, Libro 6, cap. 1.
12. 1 2  Kia (2016), p. 278.
13. 1 2 3  Hovannisian (1997), p. 92.
14. ↑  Toumanoff (1963), pp. 360-361.
15. ↑  Suny (1994), p. 22.
16. ↑  Howard-Johnston (2006), p. 27.
17. ↑  Shayegan (2013), p. 809.
18. ↑  Payne (2015), pp. 297-298.
19. ↑  Payne (2015), p. 298.
20. 1 2  Bournoutian (2002), p. 53.
21. ↑  Hewsen (2001), pp. 40, 75.
22. ↑  Rapp (2014), p. 66.
23. ↑  Toumanoff (1961), pp. 31, 38.
24. ↑  McDonough (2006), p. 252.
25. 1 2  Payne (2016), p. 11.
26. ↑  Klíma (1988), pp. 514-522.
27. ↑  Shahbazi (2005).
28. ↑  Schindel (2013), p. 818.
29. ↑  Shayegan (2013), p. 832.
30. ↑  Schindel (2013), p. 836.
31. ↑  Shayegan (2013), p. 805.
32. 1 2 3  Canepa (2013), p. 870.
33. ↑  Canepa (2018), p. 360.
34. ↑  Canepa (2018), p. 361.
35. 1 2  Harper e Meyers (1981), p. 74.
36. ↑  Harper e Meyers (1981), p. 75.
37. ↑  Harper e Meyers (1981), pp. 74-75.
38. ↑  Hunter-Crawley (2018), p. 1158.
39. ↑  (FR) Intaille, su medaillesetantiques.bnf.fr. URL consultato il 16 luglio 2022.
40. ↑  Lo Muzio (2008), p. 201.

### Fonti primarie
- Fausto di Bisanzio, Storia dell'Armenia.

### Fonti secondarie
- (EN) Roger C. Blockley, The Division of Armenia between the Romans and the Persians at the End of the Fourth Century A.D., in Historia: Zeitschrift für Alte Geschichte, vol. 36, n. 2, 1987,  pp. 222-234.
- (EN) Clifford E. Bosworth, The History of al-Ṭabarī, V: The Sāsānids, the Byzantines, the Lakhmids, and Yemen, Albany, SUNY Press, 1999.
- (EN) George A. Bournoutian, A Concise History of the Armenian People: (from Ancient Times to the Present), 2ª ed., Mazda Publishers, 2002, ISBN 978-15-68-59141-4.
- (EN) Matthew P. Canepa, Sasanian Rock Reliefs, in Daniel T. Potts, The Oxford Handbook of Ancient Iran, Oxford University Press, 2013, ISBN 978-01-99-73330-9.
- (EN) Matthew P. Canepa, Earthly Paradises, in The Iranian Expanse: Transforming Royal Identity through Architecture, Landscape, and the Built Environment, 550 BCE–642 CE, University of California Press, 2018, ISBN 978-05-20-96436-5.
- (EN) M.L. Chaumont, Armenia and Iran ii. The pre-Islamic period, in Ehsan Yarshater, Encyclopædia Iranica, II/4: Architecture IV–Armenia and Iran IV, Londra e New York, Routledge & Kegan Paul, 1986,  pp. 418-438, ISBN 978-0-71009-104-8.
- (EN) Prudence Oliver Harper e Pieter Meyers, Silver Vessels of the Sasanian Period: Royal Imagery, Metropolitan Museum of Art, 1981, ISBN 978-08-70-99248-3.
- (EN) Robert H. Hewsen, Armenia: A Historical Atlas, University of Chicago Press, 2001, ISBN 978-02-26-33228-4.
- (EN) Richard G. Hovannisian, The Armenian People from Ancient to Modern Times, I: The Dynastic Periods: From Antiquity to the Fourteenth Century, Palgrave Macmillan, 1997, ISBN 978-14-03-96421-2.
- (EN) James Howard-Johnston, East Rome, Sasanian Persia And the End of Antiquity: Historiographical And Historical Studies, Ashgate Publishing, 2006, ISBN 0-86078-992-6.
- (EN) Mehrdad Kia, The Persian Empire: A Historical Encyclopedia, ABC-CLIO, 2016, ISBN 978-16-10-69391-2.
- (EN) O. Klíma, Bahrām IV, in Ehsan Yarshater, Encyclopædia Iranica, III/5: Bahai Faith III–Baḵtīārī tribe II, Londra e New York, Routledge & Kegan Paul, 1998,  pp. 514-522, ISBN 978-0-71009-117-8.
- (EN) Noel Emmanuel Lenski, Failure of Empire: Valens and the Roman state in the fourth century A.D., University of California Press, 2002, ISBN 978-0-520-23332-4.
- (EN) Scott McDonough, Power by Negotiation: Institutional Reform in the Fifth Century Sasanian Empire, Los Angeles, University of California, 2006.
- (EN) Ciro Lo Muzio, Remarks on the Paintings from the Buddhist Monastery of Fayaz Tepe (Southern Uzbekistan), in Bulletin of the Asia Institute, vol. 22, 2008,  pp. 189-208.
- (EN) Heather Hunter-Crawley, Perm Treasures, in Oliver Nicholson, The Oxford Dictionary of Late Antiquity, Oxford, Oxford University Press, 2018, ISBN 978-0-19-866277-8.
- (EN) Richard Payne, The Reinvention of Iran: The Sasanian Empire and the Huns, in Michael Maas, The Cambridge Companion to the Age of Attila, Cambridge University Press, 2015,  pp. 282-299, ISBN 978-1-107-63388-9.
- (EN) The Making of Turan: The Fall and Transformation of the Iranian East in Late Antiquity, in Journal of Late Antiquity, vol. 9, Johns Hopkins University Press, 2016,  pp. 4-41, DOI:10.1353/jla.2016.0011.
- (EN) Parvaneh Pourshariati, Decline and Fall of the Sasanian Empire: The Sasanian-Parthian Confederacy and the Arab Conquest of Iran, I.B. Tauris, 2008, ISBN 978-1-84511-645-3.
- (EN) Stephen H. Rapp, The Sasanian World through Georgian Eyes: Caucasia and the Iranian Commonwealth in Late Antique Georgian Literature, Ashgate Publishing, Ltd, 2014, ISBN 978-14-72-42552-2.
- (EN) Nikolaus Schindel, Sasanian Coinage, in Daniel T. Potts, The Oxford Handbook of Ancient Iran, Oxford University Press, 2013, ISBN 978-01-99-73330-9.
- (EN) A. Shapur Shahbazi, Ardašīr II, in Ehsan Yarshater, Encyclopædia Iranica, II/4: Architecture IV–Armenia and Iran IV, Londra e New York, Routledge & Kegan Paul, 1986,  pp. 380-381, ISBN 978-0-71009-104-8.
- (EN) A. Shapur Shahbazi, Šāpur I, su Encyclopædia Iranica, iranicaonline.org, ed. online, Encyclopædia Iranica Foundation, 2002.
- (EN) Sasanian Dynasty, in Encyclopædia Iranica, 2005.
- (EN) M. Rahim Shayegan, Sasanian Political Ideology, in Daniel T. Potts, The Oxford Handbook of Ancient Iran, Oxford University Press, 2013, ISBN 978-01-99-73330-9.
- (EN) Nikolaus Schindel, Sasanian Coinage, in Daniel T. Potts, The Oxford Handbook of Ancient Iran, Oxford University Press, 2013, ISBN 978-01-99-73330-9.
- (EN) Ronald Grigor Suny, The making of the Georgian nation, Indiana University Press, 1994, ISBN 978-02-53-20915-3.
- (EN) Cyril Toumanoff, Introduction to Christian Caucasian History: II: States and Dynasties of the Formative Period, in Traditio. Cambridge University Press, vol. 17, 1961,  pp. 1-106, DOI:10.1017/S0362152900008473.
- (EN) Cyril Toumanoff, Studies in Christian Caucasian history, Georgetown University Press, 1963.